# Menhir von Großstorkwitz
Der Menhir von Großstorkwitz, auch Malkstein, Melkstein oder Reiterstein genannt, war ein vorgeschichtlicher Menhir bei Großstorkwitz, einem Ortsteil von Pegau im Landkreis Leipzig. Vor 1856 wurde er von seinem ursprünglichen Standort entfernt und im damaligen Altertumsmuseum im Großen Garten in Dresden aufgestellt. Dort fiel er in der Nacht vom 13. auf den 14. Februar 1945 den Bombenangriffen auf Dresden zum Opfer.

## Lage
Der Menhir befand sich ursprünglich an der Grenze von Großstorkwitz auf dem Flurstück „Das Steingewänne“ bzw. „Steingewende“.

## Beschreibung
Der Menhir bestand aus Sandstein und war säulenförmig. Er hatte eine Höhe von 200 cm und eine Breite von 86 cm. Seine Dicke betrug am Fuß 48 cm und am oberen Ende 28 cm. Er war auf allen vier Seiten mit Bildern versehen, die vermutlich im 12. Jahrhundert n. Chr. angebracht wurden. Die vier Bilder zeigen zwei Reiter mit Speeren, einen weiteren, einzelnen Reiter, ein wurmartiges Ungeheuer und eine Kuh, die von einer Frau gemolken wird. Neben dem Bilderschmuck wies der Stein noch einige Schleifrinnen auf. Die Zeit seiner ursprünglichen Aufrichtung lässt sich nicht mehr sicher ermitteln; die einzigen Funde aus seiner näheren Umgebung stammen von der Schnurkeramikkultur. In historischer Zeit diente er wohl als Grenzstein und wurde zuletzt mit Bildern verziert.

## Der Menhir in regionalen Sagen
Um den Menhir ranken sich mehrere Sagen, die sich größtenteils auf seinen Bildschmuck beziehen. Nach einer Sage kam einst eine unbekannte Frau, Bockmarthe genannt, auf einem von vier Böcken gezogenen Wagen und molk die Kühe. Es wurden Reiter ausgeschickt, um sie zu ergreifen, doch die Frau war wie in die Erde versunken. Eine weitere Sage berichtet von einer betrügerischen Magd, die heimlich Kühe gemolken hatte und zur Strafe dafür in Stein verwandelt wurde. Eine dritte Sage mit Bezug zur Melkdarstellung erzählt, dass während der Pestzeit am Menhir Milch verkauft wurde. Weiterhin soll der Stein ein Denkmal für einen Helden des 11. bzw. 12. Jahrhunderts oder ein Gedenkstein an die Schlacht bei Riade gegen die Ungarn 933 gewesen sein.